# Escadabiidae
Escadabiidae es una pequeña familia neotropical de Opiliones en el infraorden Grassatores con seis géneros descriptas.

## Descripción
Escadabiidae miden unos 3 mm de largo, sus patas son cortas y su chelicerae es débil.

## Distribución
Todos los miembros conocidos de este grupo son endémicos de Brasil. Las especies aun no descriptas de esta familia extienden su zona de distribución hasta la costa del estado de Ceará y cuevas en la parte central seca de Minas Gerais, donde las especies que habitan en cuevas podrían ser un ejemplo de una distribución relictual.

## Relaciones
Es posible que Escadabiidae sea un grupo hermano de Kimulidae.

## Nombre
El nombre del género tipo Escadabius es la combinación de la localidad tipo Escada (Pernambuco, Brasil) y la palabra griega bios "vivir".

## Especies
Estas especies pertenecen a Escadabiidae:
- Baculigerus Soares, 1979
  - Baculigerus litoris Soares, 1979
- Brotasus Roewer, 1928
  - Brotasus megalobunus Roewer, 1928
- Escadabius Roewer, 1949
  - Escadabius schubarti Roewer, 1949
  - Escadabius spinicoxa Roewer, 1949
  - Escadabius ventricalcaratus Roewer, 1949
- Jim Soares, 1979
  - Jim benignus Soares, 1979
- Recifesius Soares, 1978
  - Recifesius pernambucanus Soares, 1978
- Spaeleoleptes Soares, 1966
  - Spaeleoleptes gimli Pereira, Gallão, Bichuette & Pérez-González, 2024
  - Spaeleoleptes spaeleus Soares, 1966